# Амбарцумян, Виген Леонидович
Виге́н Леони́дович Амбарцумя́н (арм. Վիգեն Լեոնիդի Համբարձումյան; 14 января 1987, Степанакерт, НКАО, Азербайджанская ССР, СССР) — армянский футболист, полузащитник.

## Клубная карьера
Виген является воспитанником «Мики». Профессиональный контракт с клубом был подписан в конце лета 2007 года. Однако сразу играть в главной команде не стал. Своё игровое искусство Виген оттачивал в дублирующем клубе. На протяжении года Виген показывал отличные навыки видения поля, а также умения играть в штрафной противника. Таким образом, он провёл 28 игр и забил 11 мячей за «Мику-2». Первый матч за основной клуб Виген провёл 23 августа 2008 года, выйдя на 85-й мнуте на замену вместо Нарека Бегларяна в выездном матче против капанского «Гандзасара». Счёт своим голам открыл в следующем сезоне 17 апреля в матче против «Ширака». Этот гол стал победный в матче. После окончания чемпионата 2010 на правах свободного агента перешёл в «Улисс». Однако из-за высокой конкуренции не попал в основной состав. В настоящее время выступает в дублирующий состав в Первой лиге.

## Достижения
«Мика»
- Серебряный призёр чемпионата Армении: 2009
- Бронзовый призёр 'чемпионата Армении: 2007